# 板柳町立板柳北小学校
板柳町立板柳北小学校（いたやなぎちょうりつ いたやなぎきたしょうがっこう）は、青森県北津軽郡板柳町大字赤田にある公立小学校。

## 概要
- 板柳町赤田地区に置かれ、町北西部を学区としている。主な進学先は、板柳中学校。
- 本校は、板柳小学校と板柳第二小学校の老朽化と狭小化により、統合された。
- 板柳町教育委員会は、本校を含む町内4小学校を1校に統合する事を決定した[1]。

## 沿革
- 1982年（昭和57年）9月 - 校舎起工。
- 1983年（昭和58年）12月 - 校舎完成。
- 1984年（昭和59年）
  - 4月3日 - 落成式挙行。
  - 4月5日 - 開校式挙行。
  - 4月7日 - 最初の入学式挙行。

## 学区
- 栄町・大蔵町・常盤町・三千石・赤田・広栄町・双葉町・石野・野中・掛落林・小幡の各地区。

## 交通
- 板柳町中心部から、車で約2km・約5分。
- JR五能線板柳駅から、徒歩で、約2km・約30分。
- 弘南バス五所川原 - 弘前線「掛落林南口」バス停から、徒歩約1.5km・約24分。
- 学校周辺は路線バスなど公共交通機関は通っていない。

## 周辺
- 国道339号
- イオンタウン板柳
  - マックスバリュ板柳店
  - ツルハドラッグ板柳店
  - ザ・ダイソーイオンタウン板柳店
  - 幸楽苑青森板柳店
- 津軽りんご市場
- そのほかは田畑のみ

## 参考資料
- 『広報いたやなぎ』（板柳町広報誌・昭和57年10月号4～5ページ・昭和59年1月号巻頭ページ・昭和59年4月号10ページ）